# 瓦納 (巴基斯坦)
瓦納，烏爾都語：，英語：，巴基斯坦鄰近阿富汗邊境的南瓦济里斯坦特区最大城市及首府。瓦納的居民大部分为信奉伊斯兰教的普什图人，主要是瓦兹族下的艾哈邁德札依族（Ahmadzai）和马哈苏德（Mehsud）等部族。巴国政府在这里的控制薄弱。這裡亦是巴基斯坦軍方進行針對塔利班和基地组织等組織的反恐战争的主要目標之一。

## 知名人士
- 阿里·瓦齊爾（英语：Ali Wazir）
- 阿里夫·瓦齊爾（英语：Arif Wazir）